# Věra Linhartová
Věra Linhartová (* 22. března 1938 Brno) je česká spisovatelka, zakladatelka české experimentální prózy, historička umění, básnířka, překladatelka, editorka a výtvarná teoretička žijící ve Francii.

## Život
Věra Linhartová se narodila roku 1938 v Brně coby dcera právníka, referenta nemocenské pojišťovny. Matka byla v domácnosti, byla duševně nemocná a svůj život ukončila sebevraždou. Rodina bydlela v Botanické ulici. Po absolvování brněnské jedenáctileté střední školy nastoupila v roce 1955 na Filozofickou fakultu Masarykovy univerzity, kde vystudovala dějiny umění. Úspěšně absolvovala v roce 1960, jako téma diplomové práce si zvolila barokní architekturu na Moravě. Externě také vystudovala estetiku na FF UK.
Roku 1957, kdy přechodně pracovala jako průvodkyně na hradě Bítov a začínala psát své první texty, se přidala k uskupení umělců, kteří si říkali „šestařicátníci“ (podle roku narození většiny z nich). Členy této skupiny byli např. Jiří Paukert, Václav Havel, Josef Topol, Viola Fischerová, Pavel Švanda, Jan Zábrana a další.
V první polovině 60. let pracovala nejprve na Krajském středisku památkové péče v Brně (1959–1960) a v Pardubicích (1960–1962), poté jako kurátorka v Alšově jihočeské galerii (1962–1966). Během jejího působení se z regionální galerie za pár let stala instituce, která kvalitou svých sbírek i výstavní politikou konkurovala galeriím v hlavním městě. Díky Věře Linhartové se galerijní fond rozšířil o české moderní umění. Jejím přičiněním se začala vystavovat díla do té doby tabuizovaná, jako abstraktní umění, imaginativní malba nebo nefigurativní tvorba. Za svého působení zde uspořádala např. výstavu Imaginativního malířství let 1930-1950, která vyvolala bouřlivé ohlasy, a to jak negativní, tak i pozitivní. Její snahy však narazily na bariéru nepochopení u orgánů KSČ. Byly označeny za „útok proti linii strany v ideologické a kulturní oblasti“. Tyto události její působení v Alšově jihočeské galerii ukončily. Posléze uspořádala v Brně a Praze retrospektivní výstavy Jindřicha Štyrského a Toyen.
Od roku 1966 se Věra Linhartová začala soustavněji věnovat literární činnosti. Její tvorba je považována za experimentální a jazykově vyčerpávající. Její prózy vydané v letech 1964-1968 se okamžitě setkaly s velkým ohlasem, i když ona sama své knihy nikdy veřejně nekomentovala. Dávala tak najevo, že se názory čtenářů a kritiků nehodlá zabývat. V roce 1965 získala Cenu nakladatelství Mladá fronta.
Přátelila se např. s Violou Fischerovou, Blankou Švandovou či s Miloslavem Topinkou, který byl jejím tvůrčím souputníkem. Zajímala se také o dílo Richarda Weinera, který ji v šedesátých letech přivedl na stopu francouzské skupiny meziválečné kolem revue Vysoká hra Le Grand Jeu (Vysoká hra) (stejně tak se o Vysokou hru zajímal Josef Šíma, se kterým se blíže seznámila ve Francii a poté o něm napsala knihu). Její zájem o surrealismus ji také přivedl ke skupině surrealistických umělců v Praze, mezi které patřil např. Vratislav Effenberger nebo Zbyněk Havlíček. Jako členka této skupiny se v letech 1963-1964 podílela na vzniku magnetofonových antologií Fragmenty.
Při studiu na gymnáziu se začala zajímat o francouzštinu. Dopisovala si s pařížskou redakcí komunistického deníku L´Humanité a už v polovině padesátých let byla rozhodnuta, pokud to půjde, do Francie odejít. Málokoho v té době napadlo, že právě Věra Linhartová úplně vymění své město, svou zemi i svůj jazyk za jiné. Ona však chtěla přímo ke zdroji, do země, která byla opravdovým centrem kultury.
V roce 1968 emigrovala do Francie a od této doby také píše výhradně francouzsky. Usadila se v Paříži, kde řadu let pracovala v knihovně Mezinárodní rady muzeí při UNESCO (1970–1989). Svůj odchod do Francie sama Linhartová nepovažuje za útěk před okolnostmi tehdejší situace v ČSSR, ale za svou svobodnou volbu. Francouzštině se věnovala mnoho let a dodnes ji považuje za nevyčerpanou, nabízející mnoho možností. Linhartová se zřekla „češství“. Žije ve Francii, mluví a píše francouzsky a o návratu k rodnému jazyku nebo zemi neuvažuje. Žije dle své volby, ne dle očekávání a předsudků. Od českého světa se Linhartová distancovala zcela svobodně a záměrně, nestýkala se prakticky ani s exilovými autory, jako byl například Pavel Tigrid. Hlavním důvodem byla, dle jejích vlastních slov, jazyková rozdílnost; chtěla-li se věnovat francouzštině naplno, nezbývalo, než se češtiny zcela zbavit. Linhartová se vyjádřila, že sympatizuje s nomády, je přesvědčena, že umělec má být především svobodný.
Věnovala se též studiu japonštiny, do které později překládala, čínštiny a umění Dálného východu. V letech 1978 až 1985 vystudovala japanistiku v Národním institutu orientálních jazyků a civilizací v Paříži a během doktorandského studia absolvovala roční pobyt na univerzitě Waseda v Tokiu (1989–1990). Rigorózní zkoušku složila v roce 1993 a jako téma doktorské práce si zvolila japonské texty věnované malířství od 9. do 19. století. Od roku 1990 pracovala v Guimetovu muzeu orientálního umění a zabývala se především japonským a čínským malířstvím. V roce 2011 byla oceněna cenou Artis Bohemiae Amicis. Věra Linhartová je v současnosti v důchodu a stále žije v Paříži.

## Reflexe autorky
Dílo Věry Linhartové bývá často spjato s hippies a poněkud nekonformními názory. Pro svou nekonformnost se stala v 60. až 80. letech předmětem četné kritiky, byť na tehdejší dobu poměrně opatrné a nepřímé. Václav Černý, český literární vědec, doslova označil (1979) Věru Linhartovou za zbabělou právě proto, že nebyla ochotna jednat a smýšlet v evropských normách. Ale například Pavel Kosatík se o ní vyjadřuje (2006) jako o „bytosti žijící v protikladu k okolí, „přírodním úkazu“, ženě, která „se neřídí konvencemi, naopak tyto konvence dílem, na němž pracuje, nově tvoří.“ Až tedy v novodobých kritikách (2007) se Linhartová dočkala uznání. To, za co byla v osmdesátých letech kritizována, je nyní vyzdvihováno a chápáno jako statečné, oslavující přátelství a porozumění, jako jiné, východní (myšleno ve smyslu Dálného východu). Linhartová sama byla zastáncem tvrzení, že je zcela nezbytné mít záměr, nicméně člověk by měl dát prostor i možnému nepředvídatelnému a ne pouze strojově záměr splnit. Tento přístup uplatňovala jak ve svém životě, tak i ve své tvorbě.
Její první texty její přátele a ostatní okolí šokovaly. Byly na její věk „hotové“ a dovedené k dokonalosti. Prozrazovaly obrovskou literární a uměleckou poučenost, avšak nikoho a nic nepřipomínaly. Šly proti pravidlům psaní tím, že zakládaly pravidla nová. Její práce se podobaly máločemu v moderní světové literatuře. I Pavel Švanda, který byl v jejích začátcích jejím mentorem, brzy pochopil, že žačka předstihla učitele.
Podle Linhartové se možnosti literatury ve dvacátém století vyčerpaly a vyprávění příběhu už nenabízí nic nového, nic, v čem by se dalo vývojově pokračovat. Vyprávění ji v podstatě nudilo. Soustředila se hlavně na „autorský jazyk“. Přistupovala k psaní jako k procesu, který nemůže být vlastně nikdy ukončen, a pojímala své texty jako skici s odmítnutím vnějších znaků, jako formalizující autorskou výpověď. Při psaní pro ni ztratilo smysl i žánrové zařazení.
V jejích textech je příběh prostoupen řetězci prolínajících se úvah, citací, parafrází a odboček, aby se postupně zcela ztratil a byl nahrazen racionální úvahou nebo proudem básnických obrazů, a to s vědomím, že básnický obraz může být stejně pravdivý jako každodenní skutečnost. Linhartová hledá ve svých dílech nový, proměněný prostor, často dochází i ke změně mluvčího jejích textu. Často také přechází z jednoho jazyku do druhého nebo se pohybuje mezi mužským a ženským rodem. Právě kvůli schopnosti uhnout, odklonit se od tématu, bývá Linhartová označována za nesrozumitelnou. Přesto měla, zejména právě v šedesátých letech, řadu fanoušků a některá díla byla prakticky vyprodána.
Linhartová nabízela svým čtenářům jiný způsob čtení knih, jiný styl psaní, než klasické příběhy, což mnozí kvitovali. Její schopnost proniknout do smýšlení mnoha lidí, její odvaha napsat otevřeně své myšlenky a místy i poněkud groteskně reagovat na aktuální dění je zcela v rozporu s rigidním přístupem plným předsudků, jak bylo v té době typické. Za zmínku pak určitě stojí i fakt, že velkou část jejích čtenářů tvoří právě umělci (výtvarníci, hudebníci, filmaři). I přes výše řečené se kritika i po dalších deseti letech obrací stále k témuž, a to je „neděj“ v jejích prózách. Trávníček (in Typlt, 2008) ji dokonce označuje za domácího škůdce a tvrdí, že omluvit její styl lze snad pouze rozkladnou atmosférou šedesátých let. Trávníček tvrdí, že dokud autorka nenalezne „vypravěčsko-příběhový klíč“, neměla by snad ani raději psát. S Trávníčkem polemizující Typlt (2008) dodává: „Stačí už jen domyslet, kam taková logika neodvratně směřuje: občanskou povinností autora, který se žádného „vypravěčsko-příběhového klíče“ zatím nedočkal nebo ve své pošetilosti snad dokonce ani dočkat nechtěl, by mělo být mlčení.“ Zajímavé jsou ale reakce nynějších čtenářů Linhartové (tamtéž), kteří její texty, navzdory kritice, obdivují, čtou s potěšením a co víc, místy je i považují za vtipné.
Linhartová psala vždy pouze o tom, co se jí osobně dotýkalo, a to nejen ve skutečnosti, ale i ve vlastním světě iluzí. Nikdy se ve svém díle nezabývala aktuálním politickým či sociálním děním. Svým stylem psaní bourala přirozeně ustálené bariéry mezi poezií a prózou, a proto je její tvorba v tomto směru označována za experimentální, antiiluzivní a je jakýmsi vzorem pro další autorky, ženy, jakými byly například Sylvie Richterová (básnířka, prozaička a literární teoretička) či Daniela Hodrová (česká literární teoretička a spisovatelka). Neměla však vliv pouze na ženy autorky, ale např. i na malíře Mikuláše Medka nebo historika umění Františka Šmejkala.
“…Linhartové však nejde o formální experimenty, intelektuální hříčky či exhibice, nýbrž o vnímání a myšlení skrze řeč, o psaní s oním kategorickým požadavkem opravdovosti, s plným osobním rizikem, jímž Linhartová následuje projekt „vysoké hry“ tvůrců stejnojmenné meziválečné francouzské skupiny. Pokouší se rozbít stěnu, za níž jako by byla uzavřena skutečnost. Snaží se překročit hranice těla, prostoru, řeči, vnímání. Zajímá ji trhlina, která se rozevírá mezi dvěma nebo i více jazyky, trhlina v řeči, v prostoru, průnik do prázdna nabitého energií. V takto motivované tvorbě je pak logická starost nejen o obsah sděleného, ale i o samotný prostor, architekturu literárního textu. Odtud vědomá a pečlivá práce např. s interpunkcí, s mezerami v textu, v případě poezie i s různými typy písma a figurami, jako je akrostich a další. Výrazný je rovněž její zájem o zrcadlení jako princip dvojlomného vidění, reflexe a zároveň sebereflexe. Zrcadlo je pro Linhartovou průhledem do jiné skutečnosti, průchodem do jiného prostoru…” (Portál české literatury).
„…V charakteristice její poezie, se ještě často užívá přídomků meditativní, hermeneutická, přesahující kategorie. Málokdy nalezneme tvrzení, že by její poezie byla ryze ženská. Lze ji ale také charakterizovat jako nonkonformní a to právě proto, že se vzpírá jakýmkoli formálním pravidlům a omezením. Možná v té touze po svobodě, lze nalézt cosi bytostně ženského. Linhartová sebe samu však vnímá jako umělkyni, pro kterou se zejména jazyk stává nástrojem lidské emancipace a v té lze spatřovat nejvyšší projev svobody…“ (Milan Kundera).

### Napsali o ní
- Josef Palivec a Věra Linhartová v Torstu. Dostupné na World Wide Web <http://denikreferendum.cz/clanek/7936-josef-palivec-a-vera-linhartova-v-torstu>. Citováno on-line 6. 3. 2012.

- Typlt, Jaromír: Věra Linhartová. Dostupné na World Wide Web <http://www.typlt.cz/index.php?content=vera-linhartova>. Citováno citováno on-line 6. 3. 2012.

- Faltýnek, Vilém: Češtinu jsem vyždímala, vysvětlila Věra Linhartová. Dostupné na World Wide Web < http://www.radio.cz/cz/rubrika/knihy/cestinu-jsem-vyzdimala-vysvetlila-vera-linhartova>. Citováno citováno on-line 6. 3. 2012.

- Faltýnek, Vilém: Spisovatelka Věra Linhartová se s exilem příliš nestýkala. Dostupné na World Wide Web <http://www.radio.cz/cz/rubrika/knihy/spisovatelka-vera-linhartova-se-s-exilem-prilis-nestykala>. Citováno citováno on-line 6. 3. 2012.

- Typlt, Jaromír: Měla psát jinak. Dostupné na World Wide Web <http://www.typlt.cz/index.php?content=z0810-obrana-linhartove >. Citováno citováno on-line 11. 3. 2012.

- Kundera, Milan: část jeho eseje dostupná na <http://aleaftothebean.wordpress.com/2010/12/15/exile-as-liberation-according-to-vera-linhartova />. Citováno on-line 1. 4. 2012

## Dílo
- Seznam děl v Souborném katalogu ČR, jejichž autorem nebo tématem je Věra Linhartová

Česky psané dílo Věry Linhartové vzniklo na přelomu padesátých a šedesátých let, po odchodu do Paříže už psala výhradně francouzsky. Ve svých prózách zkoumala jazyk a, jak sama udává, v češtině došla k naprostému konci, k jejímu rozbití. Ve francouzštině tvoří stále a vyčerpání se neobává. Při studiu francouzštiny, jako svého nerodného jazyka, se o ní dozvěděla tolik, že to vyčerpat nelze.
Debutovala v roce 1964 prózami Prostor k rozlišení a Meziprůzkum nejblíž uplynulého. Pro ty je charakteristické prolínání časových pásem, splývání dějů, osob, mísení fikce a reality a hra se slovy.
Odborné práce o výtvarném umění a literatuře publikovala v tuzemských i zahraničních časopisech Výtvarném umění, Výtvarné práci, Tváři umění, Akzente (Mnichov), Arts asiatiques (Paříž), Atelier du roman (Paříž), Cahiers du Musée national d'art moderne (Paříž), Change (Paříž) aj.
Ukázky z její tvorby vyšly například i v časopisech Die schwarze Botin (Berlín), Grosseteste Review (Lincoln).
Francouzsky psané texty vyšly např. v Argile (Paříž), Pleine merge (Paříž), Notes (Malakoff). Publikuje i japonsky – např. v Gendaishi techō (Tokyo), Subaru (Tokyo).
Eseje a kunsthistorické studie publikovala i v polistopadových časopisech, např. v Analogon, List pro literaturu, Labyrint revue, Logos, Světová literatura, Literární noviny, Souvislosti, Tvar aj. Časopis A2 zařadil její knihu esejů Soustředné kruhy do českého literárního kánonu po roce 1989, tedy do výběru nejdůležitějších českých knih v období třiceti let od sametové revoluce.

### Beletrie
- Meziprůzkum nejblíž uplynulého, soubor próz (České Budějovice: Krajské nakladatelství, 1964)
- Prostor k rozlišení, soubor próz (Praha: Mladá fronta, 1964)
- Nastolení krále, sbírka básní (bibliofilie VŠUP Praha, 1965)
- Rozprava o zdviži, soubor próz (Praha: Mladá fronta, 1965)
- Přestořeč, soubor próz (Praha: Mladá fronta, 1966)
- Dům daleko, soubor próz (Praha: Mladá fronta, 1968)
- TWOR, soubor próz (francouzsky, Paris 1974; originál a český překlad Anny Fárové společně Praha: Inverze, 1992)
- Intervalles – Mezidobí, soubor próz (francouzsky, Paris 1979; originál a český překlad Anny Fárové společně Praha: Inverze, 1994)
- Portraits carnivores, soubor próz (francouzsky, Amiens 1982)
- Chiméra neboli Průřez cibulí, soubor próz (Praha: Trigon, 1993)
- Ianus tří tváří, sbírka básní (Praha: Český spisovatel, 1993) – obsahuje cykly Nastolení krále, Dům pro mé lásky a Ianus tří tváří
- Mes oubliettes, soubor próz (francouzsky, Montolieu 1996) – obsahuje prózy: Lieux errables, Spath d´Islande, Intervalles, Précis d´une percée a L´Anachronique
- Les Cascades – Kaskády, soubor próz (francouzsky, společně s českým překladem Petra Krále, Praha: Trigon, 2002)
- “Détrompe-l´oeil (Deziluzionistická kresba, francouzsky, 1986)
- “A mourir de rire (Umírat smíchy, francouzsky, 1989)

### Rukopisy nevydané knižně
“Modrozračno” (1986)

#### Ve sbornících
- Objekt 5 – rukopisný sobrník (1962, text „Totéž později“)
- Podoby 1 (1967, text Ubývání hlásky "m")
- Podoby 2 (1969, první verze básnického cyklu Ianus tří tváří)
- Roman Jakobson: Echoes of Scholarship (franc., Lisse 1977)
- Intellectuels en Europe / Intelektuálové v Evropě (1994)
- Literatura, vězení, exil (1997)

### Teoretické práce
- Antoni Tápies (německy, monografie, Stuttgart 1973)
- Joseph Sima, ses amis, ses contemporains (francouzsky, monografie, Bruxelles 1974)
- Tombeaux mouvants / Bewegliche Gräber. Hommage a Mikuláš Medek (francouzsky a německy, Paris–Tökendorf–Wien 1976)
- Dada et Surréalisme au Japon (francouzsky, Paris 1987)
- Sur un fond blanc. Écrits japonais sur la peinture du IXe au XIXe siècle (francouzsky, Paris 1996)

### Katalogy k výstavám
- “Současné umění – obrazy a plastika – ze sbírky AJG“ (1962)
- Mikuláš Medek – Jan Koblasa (1963) – text Skutečnost obrazu
- “Hluboká 1963. Umění 1900–1963“ (1963)
- “Umění 1900–1968. Obrazy, plastika, grafika, 2. díl“ (1968)
- Imaginativní malířství 1930–1950 (1964) – text Vnitřní monolog a vnitřní model
- Štyrský a Toyen (čes., Brno1966)
- Jindřich Štyrský (Łódż 1969)
- Hommage à Joseph Sima (francouzsky, Saint-Léger-Vauban 1973) – text Désert de l´amour au regard du cristal
- Jan Koblasa (něm., München 1972)
- Jan Koblasa (německy, Bochum 1976; česky 1991) – text Die vielgestaltige Welt des Jan
- Zbyněk Sekal“: Zusammengensetzste Bilder“ (něm., Graz 1977)
- Jennett Lam“ (fr., Paris 1979)
- Franta“ (fr., Tarbes 1979)
- Vera Székely. Boites, articulations, l´herbier du quotidien“ (fr., Caen 1982)
- Štyrský – Toyen – Heisler“ (fr., Paris 1982)
- Japon des avant-gardes, 1910–1970 (francouzsky, Paris 1986) – text Manifestes et réflexions
- La Planète affolée.Surréalisme, dispersion et influences, 1938–1947“ (fr., Marseille 1986)
- Manteau de nuages: kesa japonais, XVIIIe–XIXe siècles (francouzsky, Lyon 1992) – text Les Huit Patriarches de la secte Shingon
- Japan und Europa (něm., Berlin 1993)
- Jiří Valenta (1936-1991): souborné dílo: gesamtwerk (Praha: České muzeum výtvarných umění, 1995)

### Rozhlasové hry
- Překladatel (Süddeutsche Rundfunk 1969; ORTF 1971; ČRo 1993, režie Dobroslav Zborník; publikováno v Souvislostech 1999, č. 1)
- Přesýpací hodina (Süddeutsche Rundfunk 1971; ČRo Brno 1993, režie Petr Dufek; ČRo 3 2004, režie a úprava scénáře Lukáš Jiřička, hudba Matěj Kratochvíl; publikováno v Souvislostech 1999, č. 1)

### Náměty
- Dům daleko, experimentální film podle stejnojmenné prózy (režie Martin Ježek, 2003).

### Překlady
- Raymond Queneau: Můj přítel Pierrot (Praha: SNKLU, 1965)
- Edouard Dujardin: Lístek rozmarýny (1970, pod jménem Helena Pospíšilová)
- L. Novák: „Poems“ (Ingelstone 1976; překl. do fr.)
- Vysoká hra (manifesty, dokumenty a texty skupiny Le Grand Jeu, Praha: Torst, 1993; spolu s Ladislavem Šerým)
- Roger Gilbert-Lecomte: Škvíra (Praha: Trigon, 1996)
- Dōgen: La présence au monde (Paris: Cabinet des lettres, 1999, překlad do francouzštiny)
- Roger Gilbert-Lecomte: Život láska smrt prázdno a vítr (2006; spolu s J. Hlaváčkem, Z. Bedřichovou a C. Carpentiere)

### Eseje
- Soustředné kruhy“ (2010; články, studie, texty z let 1962-2002) – autorský výběr esejí o českém moderním umění a literatuře, evropském moderním umění a literatuře, a o japonském myšlení a kultuře.

### Nahrávky
- Fragmenty (1963; vydalo vydavatelství Arco,– 2 CD, 2002)